# 前頭頭頂ネットワーク
前頭頭頂ネットワーク（ぜんとうとうちょうねっとわーく、英:frontoparietal network、FPN）は、主として背外側前頭前野と後部頭頂皮質から構成され、頭頂間溝の周囲に位置する脳の大規模ネットワーク。持続的注意、複雑な問題解決、ワーキングメモリに関与する。中央実行系（ちゅうおうじっこうけい、英:central executive network）、外側前頭頭頂ネットワーク（がいそくぜんとうとうちょう-、英:lateral frontoparietal network）としても知られる。
前頭頭頂ネットワークは、いわゆるトリプルネットワーク理論における3つのネットワークの一つであり、他の二つはサリエンスネットワークとデフォルトモードネットワークである。サリエンスネットワークは、前頭頭頂ネットワークとデフォルトモードネットワークの間の切り替えを促進する。

## 解剖
前頭頭頂ネットワークは、主として吻側外側および背外側前頭前野（とくに中前頭回）と、下頭頂小葉の前部から構成される。追加の領域として中部帯状回が含まれ、さらに、可能性としては背側楔前部、後部下側頭葉、視床背内側部、および尾状核頭部が挙げられる。

## 機能
前頭頭頂ネットワークは、実行機能および目標志向で認知的負荷の高い課題に関与する。ルールに基づく問題解決、ワーキングメモリ内での能動的な情報の保持・操作、そして目標志向行動の文脈における意思決定に不可欠である。認知制御課題における前頭頭頂ネットワークの効率的な処理は、認知的要求を充足可能にする。状況によって、前頭頭頂ネットワークは次の二つのネットワークに接続するためのサブシステムに分かれる。内省的プロセスに関わるデフォルトモードネットワークと、知覚的注意に関わる背側注意ネットワーク（DAN）である。

## 臨床的意義
前頭頭頂ネットワークの機能障害は、自閉スペクトラム症、統合失調症、うつ病、前頭側頭型認知症やアルツハイマー病など、多くの疾患で見出される。

## 命名法
中央実行系という用語は、前頭頭頂ネットワークと概ね同義で用いられ、類似点の多い背側注意ネットワークとは区別される。ただし、中央実行系が背側注意ネットワークを含む意味で使われることもある。
前頭頭頂ネットワークは、サリエンスネットワークとの類似点は比較的少ないが、背側注意ネットワークまたはサリエンスネットワーク（通常は後者）とまとめられて、実行制御ネットワークと呼ばれることがある。前頭頭頂制御ネットワークという用語も用いられ、一般には前頭頭頂ネットワークとサリエンスネットワークのまとまりを指す。
前頭頭頂ネットワークの別名として、多重要求システム、外来的モード・ネットワーク、ドメイン一般システム、認知制御ネットワークなどがある。
2019年、ウディンらは、このネットワークの標準名称として外側前頭頭頂ネットワーク（lateral frontoparietal network、L-FPN）の使用を提案した。